# Justin Hartley
Justin Scott Hartley (Knoxville (Illinois), 29 januari 1977) is een Amerikaanse acteur, vooral bekend van zijn rol als Fox Crane in de soap Passions, stripheld Oliver Queen/Green Arrow in Smallville en Kevin Pearson in This Is Us.

## Achtergrond
Justin groeide op als de een na oudste van vier kinderen in Orland Park, Illinois. Nadat hij geslaagd was op Carl Sandburg High School ging hij verder met zijn studie en belandde op een Theater School in Chicago.

## Acteerwerk
Justins doorbraak kwam in de rol van Fox Crane, een karakter in de Amerikaanse soap Passions, die hij van 2002 tot 2006 speelde. Na zijn vertrek uit de soap kreeg hij de rol van Aquaman in de gelijknamige serie. De pilot werd echter niet opgepikt. Justin had wel de aandacht getrokken van televisiestation the CW, die de pilot van Aquaman had geproduceerd. Hierdoor werd Justin de rol van Oliver Queen aangeboden in de serie Smallville. Oliver Queen, die eigenlijk The Green Arrow was, verscheen 7 afleveringen in het zesde seizoen, tot Justin afscheid nam van de show. In seizoen 7 keerde hij voor één aflevering terug.
Kort hierna kreeg hij opnieuw een rol in een nieuwe serie, maar ook deze pilot werd niet opgepikt. De producers van Smallville werden overladen door complimenten over de acteerprestaties van Justin en het bleek al snel dat The Green Arrow nog steeds geliefd was. Op 6 juni 2008 werd door the CW officieel bevestigd dat Justin opnieuw te zien zou zijn als Oliver Queen in het achtste seizoen Smallville, en dit keer als een vast lid van de cast. Zijn rol bestond hierbij vooral uit het verleden van Oliver Queen, en wat ervoor heeft gezorgd dat hij zijn alter ego The Green Arrow aannam.

## Persoonlijk leven
In 2003, een jaar nadat hij de cast van Passions kwam versterken, begon hij te daten met co-star Lindsay Korman, die in de soap zijn verloofde Theresa Lopez-Fitzgerald speelde. Na slechts zes maanden verloofden de twee zich. In mei 2004, een jaar na hun eerste date trouwde ze in een kleine ceremonie. In juli dat jaar beviel Lindsay van een dochtertje, genaamd Isabella Justice Hartley. In 2012 eindigde het huwelijk in een scheiding.
In 2014 begon hij een relatie met actrice Chrishell Stause. In juli 2016 kondigden ze hun verloving aan en op 28 oktober 2017 traden ze in het huwelijk. In 2019 gingen ze uit elkaar en in 2021 volgde een scheiding. Sinds maart 2021 is Hartley getrouwd met actrice Sofia Pernas.